# Смертная казнь в Турции
Смертная казнь в Турции ― мера уголовного наказания, отменённая в 2004 году. Последний осужденный в Турции был казнён в октябре 1984 года.

## История
До 1984 года казни обычно происходили после военных переворотов. К примеру, Аднан Мендерес, который занимал пост премьер-министра, был повешен 17 сентября 1961 года после государственного переворота 1960 года вместе с двумя другими членами его кабинета, Фатином Рюштю Зорлу и Хасаном Полатканом. Студенческие лидеры Дениз Гезмиш, Хусейн Инан и Юсуф Аслан были повешены 6 мая 1972 года после государственного переворота 1971 года. После переворота 1980 года, в период с 1980 по 1984 год турецкими властями были казнены в общей сложности 50 человек, в том числе 27 политических активистов.
Двадцать четыре статьи Уголовного кодекса Турции 1926 года (Закон № 765) предусматривали смертную казнь в качестве безальтернативного наказания, при этом 19 из них ― за преступления против государства, правительства, конституционного строя и вооруженных сил, и ещё десять ― за такие уголовные преступления, как убийство и изнасилование. Эти 24 статьи определяли в общей сложности 29 преступлений.
В соответствии со статьёй 12 Закона № 765 смертные приговоры должны были исполняться повешением после одобрения постановлением Великого национального собрания Турции (Türkiye Büyük Millet Meclisi). В Великом национальном собрании они конкретно рассматривались Судебным комитетом парламента, и только после предварительного заключения комитета уже происходило голосование в парламенте. Решение парламента затем должно было быть ратифицировано президентом республики, который имел право смягчать смертные приговоры при наличии смягчающих условий вроде пожилого возраста или состояния здоровья.
Законом № 4771 от 9 августа 2002 года (третий пакет для согласования с Европейским союзом) смертная казнь была отменена за преступления в мирное время. Закон № 5218 от 14 июля 2004 года отменил смертную казнь на все времена. Турция ратифицировала Протокол № 13 к Европейской конвенции о защите прав человека и основных свобод, который был рассмотрен Советом Европы в феврале 2006 года.
После неудавшегося государственного переворота 2016 года некоторые политики в стране заявляют о необходимости восстановлении смертной казни. Реджеп Эрдоган, президент Турции с 2014 года, объявил 29 октября 2016 года, что правительство премьер-министра Бинали Йылдырыма представит законопроект о восстановлении смертной казни в турецком парламенте, и он подпишет его.
Курдский политический активист Абдулла Оджалан также должен был быть казнён по обвинению в терроризме, однако турецкое правительство отказалось от его казни.
19 марта 2017 года Эрдоган заявил, что немедленно одобрит восстановление смертной казни после предстоящего конституционного референдума, однако этого ещё не произошло.

## Альтернативы
Смертная казнь была заменёна пожизненным заключением. В соответствии со статьей 9 Закона № 5275 «Об исполнении приговоров суда» эти заключенные содержатся в отдельных камерах в тюрьмах особо строгого режима, и им разрешается выходить на прогулку во двор лишь на один час в день.